# Али паша Янински
Али паша Янински, Али паша Тепелена или Али паша Тепеделенли (на албански: Ali Pashë Tepelena; на турски: Tepedelenli Ali Paşa) е османски военен и политически деец.

## Биография
Той е роден в периода между годините 1740 и 1750. Произхожда от аристократично тоско семейство от град Тепелена. Прадядото на Али паша, Мучоя (Muçoja) или Мустафа, който е родом от Аргирокастро, е назначен за помощник-управител на нахия Тепелена, част от санджак Вльора. Дядо му Мукхтар бей е османски военен, участвал при обсадата на Корфу през 1716 г. Бащата на Али паша, Вели бей през 1762 г. е назначен за мютесариф на санджак Делвина, но малко по-късно умира и семейството обеднява.
Оставя двама сина от съпругата си християнка Ефросина – Мухтар паша (1768 – 1822) и Вели паша (1772 – 1822), които също като баща си са видни османски деятели.
В младостта си Али паша е разбойник, но постепенно се издига и през 1786 г. е назначен от османското правителство за мютесариф на санджак Трикала. Две години по-късно е признат за управител и на санджак Янина.
Постепенно Али Тепеделенли създава автономна държава с център в Янина, опирайки се на сравнително хомогенна основа от въоръжени албанци мюсюлмани. Османското правителство се примирява с това положение, тъй като всичките ѝ балкански владения са обхванати от размирици, а Али паша има възможност да сключи потенциално опасен съюз с външни сили, присъстващи в Средиземноморието – Русия, Франция или Великобритания.
В началото на 1798 година Али Тепеделенли оглавява един от най-големите правителствени контингенти, участващи в обсадата на контролирания от Осман Пазвантоглу Видин, но не проявява особена активност, като изглежда поддържа активни контакти с обсадените. През лятото той изцяло изоставя обсадата и се връща в Албания, позовавайки се на опасност от френско нападение там след началото на Египетската кампания.
През пролетта на 1802 година Али паша е назначен за бейлербей на Румелия и му е възложено ликвидирането на кърджалийството в еялета. Той събира 80-хилядна армия от свои войници и части на съюзени с него аяни от Албания, Македония и Беломорска Тракия и напредва от Битоля към София и Пловдив. Той ликвидира няколко кърджалийски групи, но отделя повече внимание на съперничещи проправителствени аяни, като Сюлейман Токатджикли и Ибрахим Бушатли. Към края на годината прекратява похода и се оттегля към Битоля.
Убит е от агенти на Високата порта и главата му е изпратена в Цариград. Историята за смъртта на Али паша Янински е включена от Александър Дюма - баща в сюжета на романа му Граф Монте Кристо.
Синът му Вели паша е също известен османски пълководец.